# Conor MacNeill
Conor MacNeill (Antrim, 4 luglio 1988) è un attore, sceneggiatore e produttore cinematografico britannico.

## Carriera
Conor MacNeill è nato il 4 luglio 1988 a Antrim, in Irlanda del Nord. Ha iniziato la sua carriera di attore nel 2004, con la serie TV Pulling Moves. Successivamente, nel 2008 ha interpretato Frankie nel film Fifty Dead Men Walking, diretto da Kari Skogland. Nello stesso anno, ha recitato nel film Ember - Il mistero della città di luce. Successivamente, ha fatto un cameo in Cherrybomb. Inoltre, ha interpretato Dave in L'ombra della vendetta - Five Minutes of Heaven. Il film è stato diretto da Oliver Hirschbiegel ed è stato presentato in anteprima nel 2009 al Sundance Film Festival.
Nel 2013 ha recitato a fianco di Risteárd Cooper nella serie irlandese, An Crisis. Nel 2010, per il ruolo, ha ricevuto una candidatura come miglior attore non protagonista in una serie commedia drammatica al Festival della televisione di Monte-Carlo. Successivamente, ha iniziato a recitare a teatro, esibendosi in teatri come il Gate Theatre il Lyric Player's Theatre.
Nel 2011 è apparso in Rapina a Belfast, film diretto da Terry George. Il film è stato presentato nel 2012 al Tribeca Film Festival. Nel 2012 ha fatto il suo debutto al Donmar Warehouse e successivamente è apparso nello spettacolo teatrale Lo storpio di Inishmaan, a fianco aDaniel Radcliffe al Noël Coward Theatre, nel West End di Londra.
Nel 2016 è apparso nel film, Amore e inganni e in alcuni episodi della serie TV, The Fall - Caccia al serial killer.
Nell'aprile 2017 ha recitato in The Ferryman. Nello stesso anno, ha interpretato William Kemmler in Edison - L'uomo che illuminò il mondo. Nel 2022 ha interpretato McLaury in Belfast.

## Filmografia

### Attore

#### Cinema
- Peacefire, regia di Macdara Vallely (2008)
- Fifty Dead Men Walking, regia di Kari Skogland (2008)
- Ember - Il mistero della città di luce (City of Ember), regia di Gil Kenan (2008)
- L'ombra della vendetta - Five Minutes of Heaven (Five Minutes of Heaven), regia di Oliver Hirschbiegel (2009)
- Cherrybomb, regia di Lisa Barros D'sa e Glenn Leyburn (2009)
- Parked, regia di Darragh Byrne (2010)
- Rapina a Belfast (Whole Lotta Sole), regia di Terry George (2011)
- Good Vibrations, regia di Lisa Barros D'sa e Glenn Leybur (2012)
- Orthodox, regia di David Leon (2015)
- Amore e inganni (Love & Friendship), regia di Whit Stillman (2016)
- La battaglia di Jadotville (The Siege of Jadotville), regia di Richie Smyth (2016)
- Edison - L'uomo che illuminò il mondo (The Current War), regia di Alfonso Gomez-Rejon (2017)
- Artemis Fowl, regia di Kenneth Branagh (2020)
- Belfast, regia di Kenneth Branagh (2021)
- Ballywalter, regia di Prasanna Puwanarajah (2022)
- Operation Fortune (Operation Fortune: Ruse de Guerre), regia di Guy Ritchie (2023)
- L'ultima vendetta (In the Land of Saints and Sinners), regia di Robert Lorenz (2023)
- King Frankie, regia di Dermot Malone (2024)

#### Televisione
- Pulling Moves – serie TV, episodio 1x07 (2004)
- An Crisis – serie TV, 12 episodi (2010-2013)
- Saving the Titanic, regia di Maurice Sweeney – film TV (2012)
- Privates, regia di Bryn Higgins – miniserie TV (2013)
- Coming Up – serie TV, episodio 11x06 (2013)
- Scúp – serie TV, 6 episodi (2014)
- Peep Show – serie TV, episodio 9x06 (2015)
- The Fall - Caccia al serial killer (The Fall) – serie TV, episodi 3x04-3x05-3x06 (2016)
- No Offence – serie TV, 12 episodi (2017-2018)
- Death and Nightingales, regia di Allan Cubitt – miniserie TV (2018)
- Rebellion – serie TV, episodi 2x01-2x02 (2019)
- Resistance, regia di Catherine Morshead – serie TV (2019)
- Industry – serie TV, 17 episodi (2020-2024)
- Derry Girls – serie TV, episodio 3x01 (2022)
- The Tourist – serie TV, 6 episodi (2024)
- The Sixth Commandment, regia di Saul Dibb – miniserie TV (2023)
- Outlander: Blood of My Blood – serie TV, 10 episodi (2025)

#### Videogioco
- Diablo IV - videogioco (2023)

### Doppiatore
- 101 Dalmatian Street - serie TV, 10 episodi (2018-2020)

### Sceneggiatore
- The Party, regia di Andrea Harkin (2016)

### Produttore
- Banshee Betty, regia di Sam Brown (2016)

## Riconoscimenti
- Premio BAFTA
  - 2017 - Candidatura al miglior cortometraggio per The Party

## Doppiatori italiani
Nelle versioni in italiano dei suoi film, Conor MacNeill è stato doppiato da:
- Davide Perino in No Offence, L'ultima vendetta